# Love in Portofino
Love In Portofino è un brano musicale del 1958 scritto da Leo Chiosso e Fred Buscaglione.
La canzone venne interpretata per prima dall'autore, Fred Buscaglione, che la incise nel singolo Love in Portofino/Non partir, per poi essere ripresa sempre nel 1958 da Johnny Dorelli, con molto più successo, avendone fatto una versione più sentimentale dell'originale pubblicata nel singolo Love in Portofino/Smoke Gets in Your Eyes. Sia nella versione di Buscaglione che quella di Dorelli, la canzone entrò nelle classifiche del 1959, ottenendo successo di vendite e di popolarità, facendo diventare il brano, negli anni successivi, un classico della musica italiana.

## Incisioni celebri
Nel 1959, Dalida pubblicò la sua versione della canzone, che è trilingue (francese, italiano e inglese) e un album con lo stesso nome. Raggiunge un successo in Europa: top 15 in Francia, top 20 in Belgio e 100.000 copie vendute solo in Italia. Questa versione del brano è stata campionata dal rapper italiano Geolier nel brano Finchè non si muore, contenuto nel suo terzo album in studio Dio Lo Sa.
Altre incisioni celebri comprendono quelle di Andrea Bocelli e Nilla Pizzi. 